# Paenibacillaceae
Paenibacillaceae jsou čeleď grampozitivních bakterií.

## Podřazené taxony
- - Ammoniibacillus
  - Ammoniphilus
  - Aneurinibacillus
  - Oxalophagus
  - Brevibacillus
  - Chengkuizengella
  - Cohnella
  - Fontibacillus
  - Gorillibacterium
  - Longirhabdus
  - Marinicrinis
  - Paenibacillus
  - Paludirhabdus
  - Saccharibacillus[3]
  - Thermobacillus
  - Xylanibacillus